# José Luis García Ferrero
José Luis García Ferrero (Fuensalida, 30 de novembre de 1929 - Espanya, 28 de juliol de 2020) fou un veterinari i polític espanyol.

## Biografia
El 1969 era Subdirector general de Ramaderia. El 1976 fou nomenat Subdirector general de Profilaxi i Higiene Pecuària i director del laboratori regional de Sanitat Animal del Centre. El 1978 era director general de Producció Agrària. L'octubre de 1980 fou nomenat subsecretari d'Agricultura però va dimitir l'abril de 1982 per diferències sobre una qüestió de competències departamentals amb el Director general de Serveis, Fernando Garro. Tanmateix, quan en setembre de 1982 José Luis Álvarez y Álvarez dimití per haver abandonat la UCD per ingressar en el Partit Demòcrata Popular (PDP), fou nomenat nou ministre d'Agricultura, Pesca i Alimentació per Leopoldo Calvo-Sotelo. Es mantindria en el càrrec fins a les eleccions generals espanyoles de 1982.
El 1990 fou definitivament exculpat de la possible implicació en l'afer de l'oli de colza, quan era subsecretari d'Economia.